# Päpstliches Schottisches Kolleg
Das Päpstliche Schottische Kolleg (englisch Scots College; lateinisch Pontificium Collegium Scotorum de Urbe, italienisch Pontificio Collegio Scozzese) ist ein Päpstliches Kolleg und römisch-katholisches Priesterseminar in Rom. Es dient der Aus- und Weiterbildung für Priester aus Schottland.

## Überblick

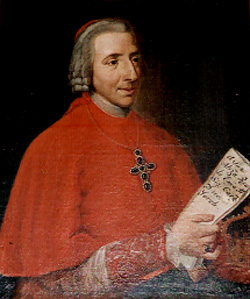
Henry Benedict Kardinal Stuart, Duke of York (Potrait im Scots College)

Das Kolleg wurde am 5. Dezember 1600 von Papst Clemens VIII. gegründet, der ihm die Einkünfte des alten schottischen Hospizes zuwies. Zunächst befand sich das Kolleg in einem kleinen Haus in der heutigen Via del Tritone, gegenüber der Kirche Santa Maria d’Itria. 1604 wurde das Kolleg in die Via Felice verlegt, die heute Via delle Quattro Fontane heißt und in der eine Büste des letzten der Stuarts, Henry Benedict Kardinal Stuart, zu sehen ist. Das Kollegium blieb dort bis 1962.
Von 1615 bis 1773 stammten die Rektoren des Scots College aus den Reihen der Gesellschaft Jesu. Nachdem die Jesuiten 1773 von Papst Clemens XIV. mit seiner Breve Dominus ac Redemptor aufgelöst worden waren, wurde das Kolleg von einer Reihe italienischer Kleriker verwaltet, bis im Jahr 1800 Paul MacPherson (1756–1846), ein schottischer Priester, das Amt des Rektors übernahm, das er 38 Jahre lang ausübte. Seitdem stammen die Rektoren alle aus den Reihen der schottischen Geistlichen.
Der andere langjährige Rektor des Kollegs, der ebenfalls 38 Jahre lang im Amt war, war Monsignore William Canon Clapperton (1886–1969), der von 1922 bis 1960 als Rektor tätig war. Nach seiner Pensionierung blieb er als Kanoniker der Lateranbasilika in Rom und ist in dem Kollegsgrab auf dem Friedhof Campo Verano in Rom begraben.
Das Kolleg zog 1962 an seinen heutigen Standort an der Via Cassia nahe dem Stadtzentrum. Das neue Kolleg wurde von dem Architekten Renato Costa entworfen und am 18. November 1964 von Papst Paul VI. offiziell eröffnet. Die Seminaristen des Päpstlichen Schottischen Kollegs in Rom verbringen die ersten zwei Jahre ihres Studiums der Philosophie am Angelicum der Dominikaner, der Päpstlichen Universität Heiliger Thomas von Aquin. Nach Abschluss des Philosophiestudiums nehmen sie je nach ihren Italienischkenntnissen das Theologiestudium entweder an der Päpstlichen Universität Gregoriana oder am Angelicum auf, wo Theologie auch auf Englisch angeboten wird. Priester, die an postgradualen Theologiekursen teilnehmen, bleiben weiterhin im Kolleg. Das Fest des heiligen Apostels Andreas ist ein Höhepunkt im Jahr des Kollegs.
In der Kapelle des Kollegs befindet sich der originale Grabstein von James Francis Edward Stuart, dem Thronprätendent für den schottischen und den englischen Thron aus dem Hause Stuart.
Am 14. April 2016 wurde der Gemeinschaft des Schottenkollegs eine Privataudienz bei Papst Franziskus im Apostolischen Palast gewährt, um den 400. Jahrestag der Umwandlung des Kollegs in ein Priesterseminar zu begehen.
Nachdem eine Überprüfung im Jahr 2020 ergeben hatte, dass die Kosten für die Modernisierung des Priesterseminars in der Via Cassia zu aufwendig sind, kündigten die schottischen Bischöfe an, dass sie ab 2021 an einen zentraleren Ort in Rom umziehen wollen.

## Persönlichkeiten
- Alexander Dunbar Winchester (1625–1708), römisch-katholischer Geistlicher, Präfekt von Schottland
- Charles Erskine of Kellie (1739–1811), Kurienkardinal und Diplomat
- Frederick Rolfe (1860–1913), Schriftsteller (Baron Corvo)
- Adrian Fortescue (1874–1923), Priester, der ein einflussreicher Liturgiker, Künstler, Kalligraph, Komponist, Weltbürger, Amateurfotograf, Byzanz-Spezialist und Abenteurer war.
- Thomas Joseph Winning (1925–2001), Erzbischof von Glasgow und Kardinal
- Mario Joseph Conti (1934–2022), Erzbischof von Glasgow
- Joseph Devine (1937–2019), Bischof von Motherwell
- Stephen Robson (* 1951), Bischof von Dunkeld
- Philip Tartaglia (1951–2021), Erzbischof von Glasgow
- William Nolan (* 1954), Erzbischof von Glasgow
- Leo Cushley (* 1961), Erzbischof von Saint Andrews und Edinburgh
- John Keenan (* 1964), Bischof von Paisley